# Taconic State Park
Taconic State Park ist ein State Park im Gebiet von Columbia County und Dutchess County des US-Bundesstaates New York. Er besteht aus drei nicht-zusammenhängenden Arealen: Copake Falls Area, das nördlichste der Gebiete in Copake Falls; Rudd Pond Area, das südlichste Gebiet in North East und ein unbenanntes drittes Gebiet in Ancram. Zusammen mit weiteren Schutzgebieten bildet er den Appalachian-Trail-Korridor, eines der größten zusammenhängenden Waldgebiete zwischen Virginia und Maine. The Nature Conservancy bezeichnet das Gebiet als einen der „Letzten Großartigen Orte Amerikas“ (America’s Last Great Places).

## Geographie
Zusammen mit Mount Everett State Reservation, Bash Bish Falls State Park, Mount Washington State Forest, Mount Riga Forest Preserve, Mount Riga State Park bildet der Taconic State Park ein verbundenes Netzwerk von Schutzgebieten mit einer Gesamtfläche von 14.400 acre (5800 ha). (5.8 mi bzw. 9 km × 11 mi bzw. 16 km) im Südwesten von Massachusetts, Nordwesten von Connecticut und den angrenzenden Gebieten an der Ostgrenze von New York. Die Gebiete werden von verschiedenen Organisationen verwaltet: The Nature Conservancy, New York–New Jersey Trail Conference, Berkshire Natural Resources Council. Der South Taconic Trail mit 15.7 mi (25,3 km) Länge und der Harlem Valley Rail Trail (15 mi/24 km) verlaufen durch den Park. Bash Bish Falls, Massachusetts’ berühmtester Wasserfall, ist auf einem kurzen Weg vom Parkgelände aus erreichbar.
Die drei Parzellen des Taconic State Park liegen am Westhang der South Taconic Range in den Taconic Mountains und umfassen auch die Gipfel von Brace Mountain (2,311/2,304 ft – 704/702 m, ⊙), den Westhang des Alander Mountain (⊙), Sunset Rock (⊙), und Mount Fray (⊙).
Die drei Parzellen des Parks sind nicht unmittelbar verbunden, werden aber alle von der Ostgrenze des Bundesstaates abgeschlossen und sind über weitere Schutzgebiete auf dem Gebiet von Massachusetts und New York in dem System der Schutzgebiete verbunden. Die Ostgrenze verläuft daher, bis auf die Ecke von Boston Corner schnurgerade von Norden nach Süden. Im Osten grenzen die Parzellen (von N nach S) unmittelbar an die Schutzgebiete Mount Washington State Forest (mit Cattleshed Field), Bash Bish Falls State Park, Mount Everett State Reservation in Massachusetts und mount Riga State Park in Connecticut. Weitere Schutzgebiet in der Nähe sind im Westen: New Forge State Forest, Lake Taghkanic State Park, Drowned Lands Swamp Conservation Area, Round Ball Mountain Public Conservation Area und etwas weiter entfernt im Südwesten (ca. 9 km): Buttercup Farm Audubon Sanctuary.
Namhafte Gewässer sind Roeliff Jansen Kill, Bash Bish Brook mit dem Zufluss Noster Kill (von l, S) und Webatuck Creek.
Das Copake Falls Area und das Gebiet in Ancram liegt im Columbia County (New York), während das Rudd Pond Area in der Nordostecke des Dutchess County liegt.

### Copake Falls Area
Copake Falls Area ist die nördlichste Parzelle. Die New York State Route 344 führt direkt in das Parkgebiet und auch auf der Seite von Massachusetts als Falls Road durch den Bash Bish State Park, nach Nordwesten wird das Parkgebiet durch die Mountain Road und später die Breezy Hill Road begrenzt, die von Copake Falls nach Nordosten verlaufen. Von der Mountain Road geht auch die Sunset Rock Road ab, die zu dem gleichnamigen Felsen führt. In diesem Gebiet gibt es auch einen Campgingplatz und ein Ferienhütten, außerdem gibt es von dort aus Zugang zu den nahegelegenen Skigebieten.

### Ancram-Gelände
Das unbenannte Gebiet in Ancram bildet das Mittelstück des Parks und zieht sich entlang der Grenze nach Süden, immer am Hang der Berkshire Taconics entlang und über die Boston Corner, das Dreiländereck zwischen Massachusetts, Connecticut und New York (⊙).

### Rudd Pond Area
Rudd Pond Area liegt in der Nordost-Ecke des Dutchess County auf dem Gebiet der „Town“ North East, nördlich des Dorfes Millerton. Die Parzelle ist nach dem gleichnamigen See benannt (⊙), der am Fuße der Berkshire Taconics in einem Tal liegt, das parallel zum Tal des Webatuck River verläuft. Ein weiterer Teich ist der tiefe Ore Pit Pond (Old Iron Ore Mine Pit), dessen Name auf die frühere Nutzung für die Eisenerzgewinnung hindeutet. Es gibt außerdem weitere Denkmäler des Bergbaus in der Gegend, sowie mehrere Teiche und das historische The Watershed Center, sowie das Iron Works Museum.

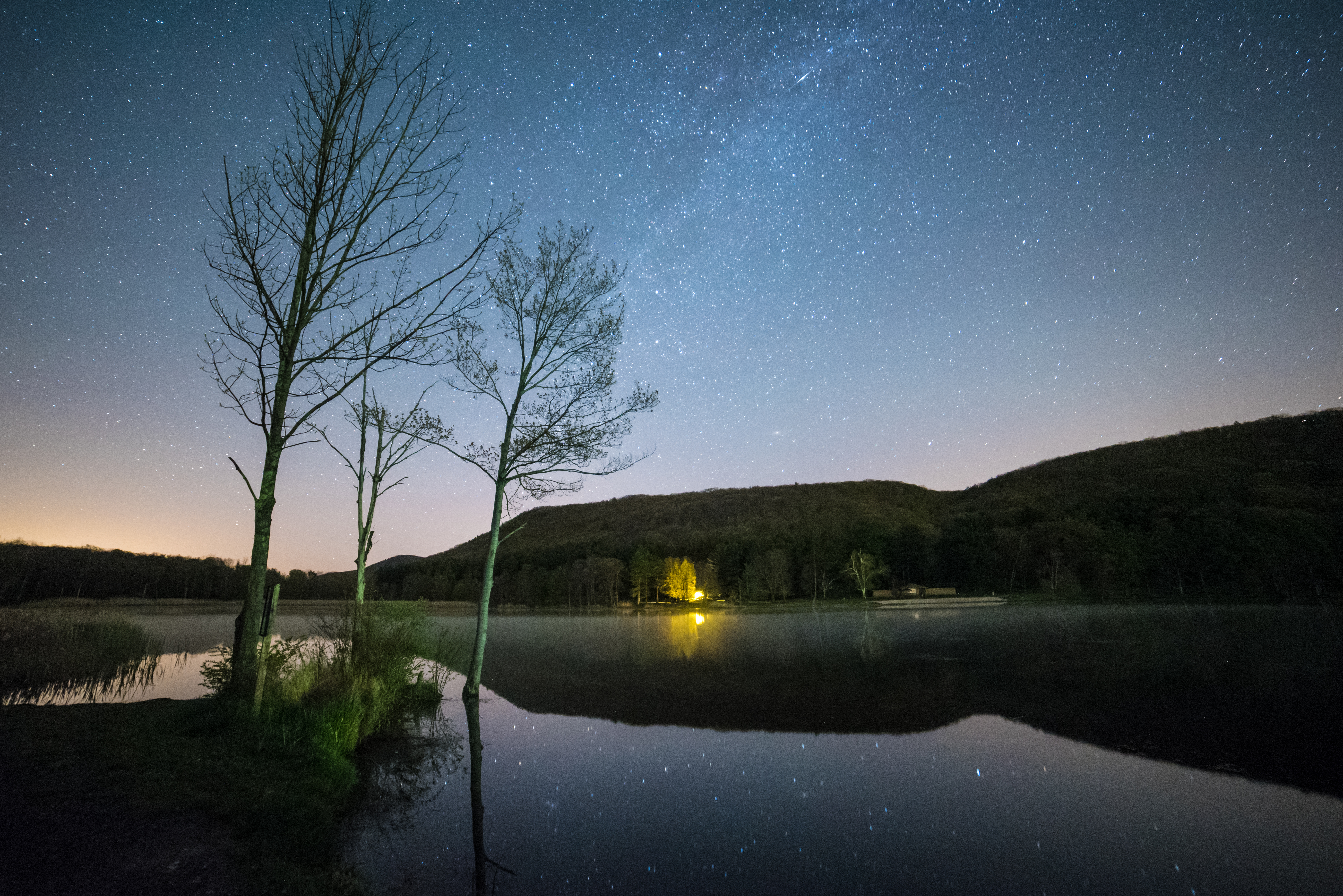
Rudd Pond bei Nacht von der Rudd Pond Road aus gesehen.

## Freizeitmöglichkeiten
In den Parzellen des Parks werden im Copake Falls Area und im Rudd Pond Area Campinggelegenheiten angeboten sowie auch Blockhütten. Im Sommer sind Rettungsschwimmer im Einsatz und es gibt geführte Touren. Daneben besteht die Möglichkeit zum Skilaufen und Schlittschuhlaufen im Winter und zum Jagen, Angeln, Wandern und weiteren Outdoor-Aktivitäten das ganze Jahr über. Einstiege zu den Wanderwegen gibt es an der Rudd Pond Road, der Quarry Hill Road – wo auch der South Taconic Trail in North East beginnt; an der Undermountain Road in Ancram, an Falls Road, Valley Road und Sunset Rocks Road in Copake Falls. Bash Bish Falls ist durch einen kurzen Weg in Massachusetts zu erreichen.
Der Harlem Valley Rail Trail ist ein befestigter Rad- und Fußgängerweg, der über von Wassaic nach Chatham (New York) führen soll. Die Strecke soll letztendlich 46 mi (74 km) lang werden.
Der South Taconic Trail verläuft entlang der westlichen Kante der South Taconic Range, parallel zum Appalachian Trail, der entlang der Ostkante verläuft. In diesem Verlauf bieten besonders die Appalachian Bald gute Aussichtspunkte mit Blick bis zum Hudson River Valley. Der South Taconic Trail führt auch zu den Bash Bish falls. Mount Frissell, der höchste Punkt in Connecticut, ist über den Appalachian Trail von einem Zugang zum Wanderweg von Ancram aus erreichbar. Der Alander Mountain Trail und Mount Frissel Trail verbindet den Appalachian Trail mit den Campingplätzen von Copake Falls Campground und mit dem South Taconic Trail.